# 쥘 바르비에

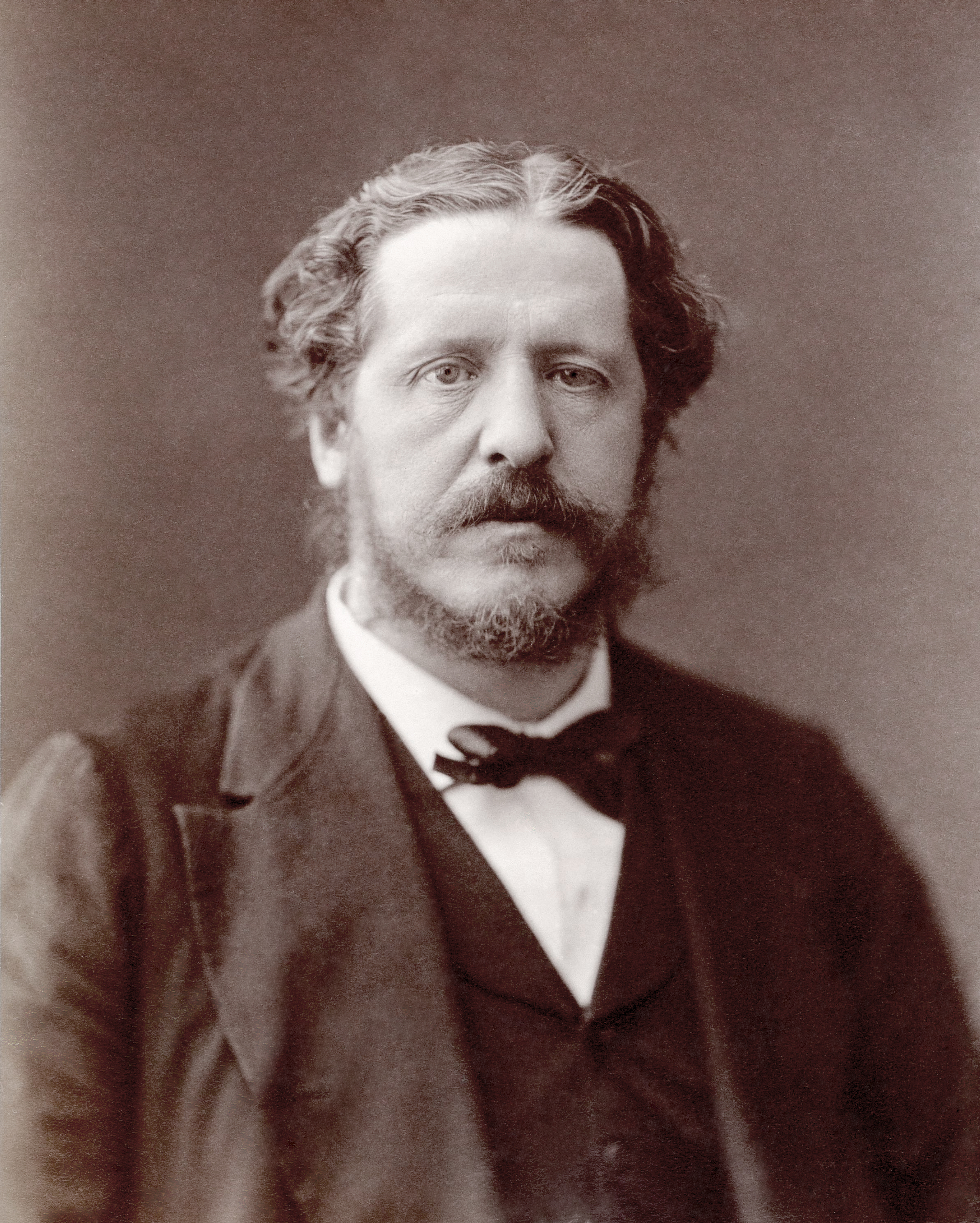
나다르가 촬영한 바르비에의 사진

쥘 바르비에(Jules Barbier)는 프랑스의 대본 작가로 1825년 3월 8일 프랑스 파리에서 출생하여 1901년 1월 16일 사망하였다.
미셸 카레(Michel Carré)와 함께 협력하여 괴테, 단테, 셰익스피어를 포함한 많은 작가들의 원문을 바탕으로 수많은 오페라 대본을 만들어 작곡가들에게 제공하였다.
당시 현대 프랑스 오페라의 관점에서 매우 효과적이도록 원작을 관습적이고도 감상적으로 변모시켰다.
그들의 오페라 대본으로는 구노의 《파우스트》, 《필레몬과 바치우스》, 《로미오와 줄리엣》, 마이어베어의 《디노라》, 토마의 《미뇽》, 《리미니의 프랑세스》, 《햄릿》 그리고 오펜바흐의 《호프만의 이야기》가 있으며, 좀 더 가벼운 측면의 대본으로는 마세의 《지안네테의 결혼》이 있다.